# 26ª Campanha de Almançor
A 26ª Campanha de Almançor também conhecida como a Campanha de Conímbriga foi uma operação militar levada a cabo contra o condado de Coimbra por Almançor, primeiro-ministro do califa Hixame II de Córdova. Resultou na destruição de Conímbriga e dos arrabaldes de Coimbra.
O condado de Coimbra foi fundado aquando da conquista da cidade aos muçulmanos em 878, passando assim o território para a posse do Reino de Leão. A 1 de Outubro de 976 Hixame II sucedeu a Aláqueme II no trono califal de Córdova e, na semana seguinte, o novo califa indigitou ibne Abi Amir, mais tarde conhecido como Almançor, para o cargo de hájibe ou primeiro-ministro. Almançor assumiu poderes ditatoriais à revelia de Hixame e continuou as reformas militares anteriormente começadas por Aláqueme II. Ameaçado pelas incursões cristãs, no ano seguinte instituiu uma política de destrutivas campanhas contra os reinos cristãos do norte, duas vezes ao ano geralmente, para cobrar tributos ou pilhá-los caso se recusassem a pagar, política que se prolongaria para lá da sua morte, até 1008. Estes foram 31 anos de hegemonia cordovesa imposta sobre os reinos cristãos com brutalidade e os mais caóticos desde o início da Reconquista.
A campanha começou a 11 de Setembro de 986 e foi a primeira dirigida contra o território de Coimbra. O conde de Coimbra era a esta data Froila Gonçalves. No mesmo dia em que o exército muçulmano acampou diante dos muros de Condeixa, nome pelo qual era conhecida Conímbriga, que ainda sobrevivia em 986, ainda que muito reduzida da sua antiga grandeza, a cidade foi conquistada, incendiada e arrasada. A seguir à destruição de Conímbriga, Almançor dirigiu as suas tropas para Coimbra mas só logrou saquear os seus arrabaldes. De seguida regressou a Córdova. Durou, ao todo, 35 dias.
A seguir à destruição de Conímbriga, a vila foi abandonada e refundada onde é hoje Condeixa-a-Velha.